# استارداگ و توربوکت
استارداگ و توربوکت (انگلیسی: StarDog and TurboCat) یک فیلم فانتزی ابرقهرمانی انیمیشن کامپیوتری ۲۰۱۹ انگلیس است. این فیلم توسط بن اسمیت کارگردانی شده است.